# Fuwajra
Fuwajra (arab. فويرة) – wieś w Syrii, w muhafazie Hama. W 2004 roku liczyła 244 mieszkańców.